# Mats Lunders
Mats Lunders (Lier, 5 juli 1991) is een Belgische atleet, die gespecialiseerd is in de middellange en lange afstand. Hij werd tweemaal Belgisch kampioen op de 5000 m. In de winter doet hij aan veldlopen en in het zomerseizoen concentreert hij zich vooral op de 10.000 m.

## Loopbaan
In 2008 werd Lunders op zestienjarige leeftijd Belgisch jeugdkampioen op de 3000 m. Twee jaar later in 2010 werd hij op achttienjarige leeftijd Belgisch juniorenkampioen op de 5000 m.
In 2011 boekte hij op de piste zijn eerste succes door zich op de 10.000 m te selecteren voor de Europese kampioenschappen U23 in Ostrava. Kort daarna won hij bij de senioren zijn eerste Belgische titel op de 5000 m bij de Belgische kampioenschappen. In het veld boekte hij in de winter van 2011/2012 zijn eerste successen, Lunders selecteerde zich niet alléén voor het Europees kampioenschap veldlopen (U23) in Velenje, maar ook tijdens de Crosscup brak Lunders door en werd eindwinnaar bij de beloften (U23). De Lierenaar voldeed eind mei 2012 aan twee Europese limieten voor de Europese kampioenschappen in Helsinki. Hieraan nam hij deel op zowel de 5000 meter als de 10.000 meter als jongste deelnemer.
Twee jaar later dwong Lunders in de zomer van 2014 opnieuw een Europese limiet af, ditmaal voor de Europese kampioenschappen in Zürich op de 10.000 meter. Daar liep hij tegen de verwachtingen in naar een verdienstelijke dertiende plaats.
In 2014 werd klierkoorts vastgesteld en bleef Lunders een tijdje aan de zijlijn. Lunders bleef lopen, weliswaar op een lager niveau. In 2020 maakte hij zijn terugkeer. 
Eind september 2020 wist hij als buitenstaander de Belgische titel op de 10.000 m te bemachtigen, twee weken later werd hij in een sterk veld zesde op het Belgisch kampioenschap 10 kilometer in een nieuw PR van 28.56.

## Belgische kampioenschappen
| Onderdeel | Jaar       |
| --------- | ---------- |
| 5000 m    | 2011, 2012 |
| 10.000 m  | 2020       |

## Persoonlijke records
Baan
| Onderdeel   | Prestatie | Datum            | Plaats     |
| ----------- | --------- | ---------------- | ---------- |
| 1500 m      | 3.44,61   | 21 juli 2012     | Ninove     |
| 1 Eng. mijl | 4.06,26   | 11 augustus 2012 | Vilvoorde  |
| 3000 m      | 7.56,38   | 2 juni 2012      | Oordegem   |
| 5000 m      | 13.37,48  | 26 mei 2012      | Oordegem   |
| 10.000 m    | 28.35,71  | 30 mei 2012      | Wageningen |

Weg
| Onderdeel      | prestatie | Datum             | Plaats   |
| -------------- | --------- | ----------------- | -------- |
| 10 km          | 28.56     | 11 september 2020 | Lokeren  |
| halve marathon | 1:03.55   | 8 maart 2015      | Den Haag |

## Palmares

### 3000 m
- 2009: 4e Memorial Vertommen-Cuddy in Duffel - 8.30,17
- 2010:  Memorial Vertommen-Cuddy in Duffel - 8.29,69
- 2012: 4e Memorial Leon Buyle in Oordegem - 7.56,38
- 2013:  Herentals - 8.08,16
- 2013:  Memorial Leon Buyle in Oordegem - 8.04,44
- 2014:  Gouden 3000 van Ertvelde - 8.10,57

### 5000 m
- 2010: 13e BK AC - 14.40,10
- 2011:  BK AC - 14.09,65
- 2012:  BK AC - 13.58,02
- 2012: 21e EK - 14.06,55
- 2012: 19e KBC Nacht A-reeks - 13.51,54
- 2013:  Memorial Jos Verstockt in Lier - 14.13,47
- 2013:  BK AC – 14.06,63
- 2013: 4e Schifflange International Meeting - 14.25,05
- 2014: 4e Internationaal Antwerps Atletiek Gala in Merksem - 14.03,59
- 2020: 2e KBC Nacht C-reeks - 14.10,69

### 10.000 m
- 2009: 14e Belgische kamp. in Machelen - 32.35,40
- 2010: 6e Belgische kamp. in Naimette-Xhovemont - 30.46,82
- 2011:  BK AC - 29.29,57
- 2011: 8e EK U23 in Ostrava - 29.26,49
- 2012:  BK AC - 29.27,99
- 2012: 16e EK - 29.16,46
- 2013: 8e EK U23 in Tampere - 29.59,37
- 2013:  BK AC - 29.03,75
- 2014 : 13e EK - 29.12,86
- 2020:  BK AC - 29.29,92

### 10 km
- 2011: 9e Foulees Haluinoises - 30.28,73
- 2012: 6e Foulees Haluinoises - 29.55,03
- 2013: 8e Bupa Spar Great Ireland Run - 30.28,00
- 2013: 10e Korschenbroicher City-Lauf - 29.27,20
- 2014:  Foulées Halluinoises - 30.19
- 2014: 15e Parelloop - 30.17,2
- 2015: 10e Groet uit Schoorl Run - 29.25,00
- 2015: 10e Korschenbroicher City-Lauf - 30.26,40
- 2016: 7e Korschenbroicher City-Lauf - 30.40,00
- 2016: 8e Stadsloop Appingedam - 30.05
- 2020: 6e BK AC in Lokeren - 28.56

### 12 km
- 2013: 8e Zandvoort Circuit Run - 38.24
- 2016: 5e Zandvoort Circuit Run - 37.46

### 20 km
- 2015: 4e 20 van Alphen - 1:02.08

### halve marathon
- 2013: 4e halve marathon van Herve - 1:10.58
- 2015:  halve marathon van Eindhoven - 1:09.27
- 2015: 13e City-Pier-City Loop - 1:03.55
- 2023: 7e halve marathon van Eindhoven - 1:06.54
- 2024:  halve marathon van Eindhoven - 1:07.17

### veldlopen
- 2010:  Sgola Boechout Veldloop - 28.12
- 2011: 21e Belgische kamp. in Oostende - 30.53
- 2011: 20e EK U23 in Velenje
- 2012: 6e Belgische kamp. in Oostende - 31.22
- 2012: 21e EK U23 in Boedapest - 25.16
- 2012: 6e Sylvestercross (10.400 m) Soest - 36.17
- 2012:  Augustijn Kerstveldloop in Ertvelde - 29.36
- 2013:  GP Duffel - 24.54
- 2014: 5e Sylvestercross in Soest - 35.35